# Stenonchulus troglodytes
Stenonchulus troglodytes är en rundmaskart som beskrevs av W. Schneider 1940. Stenonchulus troglodytes ingår i släktet Stenonchulus och familjen Prismatolaimidae. Inga underarter finns listade i Catalogue of Life.